# Michael Moritzen
Michael Moritzen (* 2. November 1954 in Kopenhagen) ist ein dänischer Schauspieler und Theaterregisseur.

## Leben
Michael Moritzen wuchs in Kopenhagen auf, wo er bis heute lebt. Sein Vater ist der Schauspieler Henning Moritzen und seine Mutter ist die Verkäuferin Betty Krohn († 2012). Seine jüngere Schwester aus der zweiten Ehe seines Vaters ist die Schauspielerin und Filmproduzentin Marianne Moritzen (* 1959).
Er absolvierte seine Schauspielausbildung von 1978 bis 1981 an der Staatlichen Theaterhochschule in Kopenhagen. Sein Bühnendebüt als Darsteller hatte er im Jahr 1981 am Aarhus Teater. Er wirkte als Bühnendarsteller in mehreren Theaterstücken mit, so auch am Folketeatret, am Odense Teater, am Königlichen Theater Kopenhagen oder am Theater Helsingør. Er ist inzwischen als Theaterregisseur an verschiedenen Theaterhäusern in ganz Dänemark tätig. Seit 1986 hat er als Schauspieler vor der Kamera in bislang mehr als 40 Film-und-Fernsehproduktionen mitgewirkt, unter anderem mehrmals unter der Regie von Lars von Trier. Er war dabei oftmals in einer Nebenrolle besetzt. Gelegentlich ist er auch als Synchronsprecher für Zeichentrickfilme aktiv.

## Filmografie (Auswahl)
- 1989: Tanzen mit Regitze
- 1990: Lass die Eisbären tanzen
- 1990: Springflut
- 1991: Der Feind im Inneren
- 1994: Hospital der Geister (Fernsehserie)
- 1998: Wenn Mama nach Hause kommt
- 1998: Idioten
- 2002: Okay
- 2007: Kommissarin Lund – Das Verbrechen (Fernsehserie, 19 Folgen)
- 2007: Daisy Diamond
- 2013: Die Brücke – Transit in den Tod (Fernsehserie, 5 Folgen)
- 2014: Die Erbschaft (Fernsehserie, 3 Folgen)
- 2016: Follow the Money (Fernsehserie, 1 Folge)
- 2022: Borgen – Gefährliche Seilschaften (Fernsehserie, 1 Folge)